# .pr
.pr is het achtervoegsel van domeinen van websites uit Puerto Rico.